# Pou de la Vila (Almatret)
El Pou de la Vila és una obra d'Almatret (Segrià) inclosa a l'Inventari del Patrimoni Arquitectònic de Catalunya.

## Descripció
El Pou de la vila se situa prop del Camí de les Planes dels Quadrats. Es tracta d'una estructura arquitectònica feta amb pedra tallada i morter. El pou consisteix en una gran cavitat de planta rectangular paredada i unes escales que donen accés directament al nivell de l'aigua. A fora hi ha una sèrie de piques o safareigs.
L'aparell emprat en la construcció és de carreus irregulars. El seu estat de conservació és bo tot i que pràcticament la meitat de la seva superfície està coberta per vegetació.

## Història
Segons la informació proporcionada pel cos d'Agents Rurals (2013), consta informació del pou a les ordenances municipals des de 1558. Sembla que la tradició l'atribueix als sarraïns, però podria ser anterior.
Es diu també que els 11 safareigs o piques que se situen a fora del pou pertanyien a les 11 famílies que van poblar Almatret.